# サン・ペドロ駅 (クスコ)
サン・ペドロ駅  (スペイン語: Estacion San Pedro) はペルー国鉄が運営するペルー南部鉄道の駅。クスコの中心にある。5月から12月はこの駅から観光列車が2本出発する。